# Plurella elongata
Plurella elongata är en sjöpungsart som beskrevs av Kott 1973. Plurella elongata ingår i släktet Plurella och familjen Plurellidae. Inga underarter finns listade i Catalogue of Life.